# سیارک ۲۳۲۱۴
سیارک ۲۳۲۱۴ (به انگلیسی: 23214 Patrickchen، نامگذاری:2000UQ73) بیست و سه هزار و دویست و چهاردهمین سیارک کشف شده‌است که در ۲۶ اکتبر ۲۰۰۰ کشف شد.
قدر مطلق سیارک برابر ۱۵.۵ است.